# フランク・スカリーチェ
フランク・スカリーチェ（Frank Scalice、1893年 - 1957年6月17日）はニューヨークのマフィア組織の幹部で副ボス。通称"ドン・チーチ"（Don Cheech）、"ドン・チッチョ"（Don Ciccio）。通り名でScaliseとも書く。

## 生涯

### ブロンクスのマフィアとして
シチリア島のパレルモに生まれたスカリーチェは1912年に渡米し、ブルックリンに住んだ。ブルックリン地盤のサルヴァトーレ・"トト"・ダキーラ一家の配下だったとされる。1928年10月、ジョー・マッセリアがダキーラを暗殺し、後釜ボスにアル・ミネオを据えると、これに反発して、対立するサルヴァトーレ・マランツァーノに付いてミネオとブルックリンの縄張りを争った。1930年カステランマレーゼ戦争が起こり、同年8月、マッセリアの参謀ジュゼッペ・モレロが殺害されたが、スカリーチェとアルバート・アナスタシアが殺害犯との説もある。11月、アル・ミネオがマランツァーノ派の刺客に殺されると、マランツァーノにその縄張りのボスに任命され、更に1931年4月にマッセリアが殺されマランツァーノが五大ファミリーを再編すると、改めて一家のボスに任命された。

### マンガーノ一家
1931年9月、マランツァーノを殺したラッキー・ルチアーノによるファミリー再編ではボスの座を外され、ヴィンセント・マンガーノの下に配属となった。一説に野心的なスカリーチェより比較的おとなしく御しやすいマンガーノの無難さが買われたとされる。
マンハッタン東部やブロンクスを拠点に賭博や高利貸し業を運営し、建設業界への足がかりを築いた最初のマフィアの1人といわれる。後年、イタリアに追放されたルチアーノらと国際的な麻薬密輸に関わったとされ、しばしばイタリアに出向いてはルチアーノと接触した。

### 最期
1951年、アナスタシアがマンガーノを倒してボスに就任すると副ボスに抜擢され、カルロ・ガンビーノと共に一家を統率した。次期ボスと目されたが、ヘロイン密輸のトラブルを起こしたとされ、またマフィア構成員のメンバーシップを5万ドルで売り捌いていたとの嫌疑をかけられて、1957年6月17日、ブロンクスの果物屋でフルーツを買い込み釣銭をポケットにしまいながら外に出たところを2人のヒットマンに4発撃たれて死亡した。下手人はアナスタシア側近の殺し屋ヴィンセント・"ジェローム"・スキランテとされ、警察が重要参考人として事情聴取した。1955年上院の麻薬捜査委員会で追及を受けており、警察は麻薬がらみの殺害とみていた。
コミッションの指令による殺害とされるが異論もある。メンバーシップの切り売りをやっていたのは実はアナスタシアでスカリーチェはスケープゴートにされた説、ジェノヴェーゼにスカリーチェの失態について組織糾弾の口実に使われるのをアナスタシアが嫌い殺害に及んだ説、コミッションの殺害指令の裏に親コステロ派を敵視したジェノヴェーゼ黒幕説も。魅力的な副収入になるマフィアメンバーシップの乱発がアナスタシア＝ガンビーノ一家の構成員を異様に膨らませたと言われる。

### 暗殺余波
1957年9月、フランクの兄で一家の幹部ジョゼフも殺害されたが、下手人は同じスキランテとされる。
1957年10月のアナスタシア暗殺は、ジェノヴェーゼとガンビーノの共謀というのが定説だが、マンガーノ兄弟、スカリーチェ兄弟とシチリア人を相次いで殺したアナスタシアに対する、ファミリーの垣根を越えたシチリア・マフィア総出の復讐とする見方がある。アナスタシアの死後一家はガンビーノの下でアナスタシア派の粛清が行われ、スキランテは1960年に行方不明になったが、スカリーチェの配下アンソニー・"ニノ"・ガッジの報復で殺されたと信じられている。

## エピソード
- 一度マフィアファミリーのボスになりながら外され、20年後に同じファミリーの副ボスになるという稀有なキャリアの持ち主である[3]。
- マッセリアを倒したマランツァーノがコニー・アイランドでマフィアを集めて勝利の宴を催した時、各ギャングがテーブルに置いていく寄付金を回収したのがスカリーチェとされる[10]。
- 暗殺後に警察がスカリーチェの自宅を捜索し、ルチアーノと一緒に映っている写真50枚とルチアーノの書いた手紙を見つけた[11]。